# Classe Novara
La classe Novara, appelée aussi classe Helgoland ou classe Admiral Spaun, fut la seconde classe de  croiseur léger (Rapid Kreuzer) construit au début du XXe siècle pour la Marine austro-hongroise.
Nommée en l'honneur de la bataille de Novare, cette classe comprenait les SMS Saida, SMS Helgoland et SMS Novara. La construction des navires a commencé peu avant la Première Guerre mondiale ; le Saida et le Helgoland ont tous deux été construits en 1911, le Novara a suivi en 1912. Deux des trois navires de guerre ont été construits dans le chantier naval Ganz-Danubius de Fiume ; le Saida a été construit dans le chantier naval Cantiere Navale Triestino de Monfalcone. Les navires de la classe Novara ont la particularité d'être les derniers croiseurs construits par la marine austro-hongroise.
Le Saida et le Helgoland ont été mis en service dans la flotte au cours des premières semaines de la Première Guerre mondiale, en août et septembre 1914, respectivement. Le Novara a suivi en janvier 1915. Les trois navires ont connu une action limitée au cours de la première année de la guerre, et après la déclaration de guerre de l'Italie à l'Autriche-Hongrie en mai 1915, les navires ont participé à un bombardement du littoral italien. Pendant le reste de l'année 1915, les croiseurs de la classe Novara ont participé à diverses opérations dans la mer Adriatique et le canal d'Otrante.
Tous les Novara ont été affectés à la Ire flottille de torpilles de la marine austro-hongroise dès leur mise en service, le Saida étant nommé chef de flottille. Ils ont été initialement stationnés à la base navale de Sebenico, avant d'être déployés à Cattaro. Pendant le reste de l'année 1915 et 1916, les trois navires ont participé à de nombreux combats lors de plusieurs raids dirigés contre le barrage d'Otrante, qui empêchait le gros de la marine austro-hongroise de quitter la mer Adriatique. Ces actions ont culminé avec la bataille du détroit d'Otrante en mai 1917, au cours de laquelle les Novara ont participé au plus grand engagement de surface de la campagne de l'Adriatique de la Première Guerre mondiale.
Enhardi par cette opération et déterminé à briser le barrage d'Otrante par une attaque majeure dans le détroit, le nouveau commandant en chef de la flotte (allemand : Flottenkommandant) Miklós Horthy de Nagybánya organise une attaque massive contre les forces alliées avec les trois croiseurs de la classe Novara, ainsi que sept cuirassés, un croiseur, quatre destroyers, quatre torpilleurs et de nombreux sous-marins et avions, mais l'opération est abandonnée après que le cuirassé SMS Szent István a été coulé par la vedette-torpilleur MAS-15 le matin du 10 juin.
Après le naufrage du Szent István, les navires sont rentrés au port où ils sont restés pour le reste de la guerre. Lorsque l'Autriche-Hongrie a été confrontée à la défaite en octobre 1918, le gouvernement autrichien a transféré sa marine à l'État nouvellement formé des Slovènes, Croates et Serbes afin d'éviter d'avoir à remettre le navire aux Alliés. Après l'armistice de Villa Giusti en novembre 1918, les croiseurs de la classe Novara ont été répartis entre l'Italie et la France, le Saida et le Helgoland étant cédés aux Italiens avant d'être rebaptisés respectivement Venezia et Brindisi, tandis que le Novara a été remis à la France et rebaptisé Thionville. Les croiseurs de la classe Novara ont été les plus grands navires de la marine austro-hongroise à servir sous le pavillon d'une autre nation après la guerre, ayant été transférés aux vainqueurs. Après avoir servi dans la Regia Marina italienne pendant 17 ans, le Venezia et le Brindisi ont été vendus à la ferraille en mars 1937 ; le Thionville a été désarmé de la marine française en 1932 et mis à la ferraille en 1941.

## Historique
En 1904, la marine austro-hongroise se composait de 10 cuirassés de différents types, de trois croiseurs blindés, de six croiseurs protégés, de huit torpilleurs et de 68 bateaux torpilleurs. Le tonnage total de la marine était de 131 000 tonnes (129 000 tonnes longues ; 144 000 tonnes courtes). Bien que la marine ait été capable de défendre le littoral de l'Autriche-Hongrie, elle était nettement surclassée par les autres grandes marines méditerranéennes, à savoir l'Italie et le Royaume-Uni. Après la création de la Ligue navale autrichienne en septembre 1904 et la nomination en octobre du vice-amiral Rudolf Montecuccoli aux postes de commandant en chef de la marine (en allemand: "Marinekommandant") et de chef de la section navale du ministère de la Guerre (en allemand: "Chef der Marinesektion"),, la marine austro-hongroise a entamé un programme d'expansion digne de celui d'une grande puissance. Montecuccoli poursuit immédiatement les efforts déployés par son prédécesseur, l'amiral Hermann von Spaun, et pousse à l'expansion et à la modernisation de la marine.
Les croiseurs de la classe Novara ont été développés à un moment où la politique navale de l'Autriche-Hongrie commençait à s'éloigner de la simple défense côtière pour projeter sa puissance dans la mer Adriatique et même dans la mer Méditerranée. Ce changement de politique était motivé par des facteurs internes et externes. De nouvelles voies ferrées avaient été construites à travers les cols alpins de l'Autriche entre 1906 et 1908, reliant Trieste et la côte dalmate au reste de l'Empire et offrant à l'intérieur de l'Autriche-Hongrie un accès à la mer plus rapide que jamais. La baisse des tarifs douaniers sur le port de Trieste a favorisé l'expansion de la ville et une croissance similaire de la marine marchande de l'Autriche-Hongrie. Ces changements ont nécessité le développement d'une nouvelle ligne de cuirassés capables de faire plus que défendre le littoral de l'Autriche-Hongrie. Avant le début du siècle, la puissance maritime n'avait pas été une priorité de la politique étrangère autrichienne, et la marine avait peu d'intérêt ou de soutien de la part du public. La nomination de l'archiduc François-Ferdinand - héritier du trône austro-hongrois et partisan éminent et influent de l'expansion navale - au poste d'amiral en septembre 1902 a considérablement accru l'importance de la marine aux yeux du grand public et des parlements autrichien et hongrois,. L'intérêt de François-Ferdinand pour les affaires navales découlait principalement de sa conviction qu'une marine forte serait nécessaire pour concurrencer l'Italie, qu'il considérait comme la plus grande menace régionale de l'Autriche-Hongrie.

### Course aux armements navals austro-italiens
Les croiseurs de classe Novara ont été autorisés alors que l'Autriche-Hongrie était engagée dans une course aux armements navals avec son allié nominal, l'Italie,. La Regia Marina italienne était considérée comme la plus importante puissance navale de la région, à laquelle l'Autriche-Hongrie se mesurait, souvent de manière défavorable. La disparité entre les marines austro-hongroise et italienne existait depuis des décennies ; à la fin des années 1880, l'Italie se targuait d'avoir la troisième plus grande flotte du monde, derrière la marine française et la Royal Navy britannique. Bien que cette disparité ait été quelque peu égalisée, la marine impériale russe et la marine impériale allemande ayant dépassé la marine italienne en 1893 et en 1894, en 1904, la balance a commencé à pencher à nouveau en faveur de l'Italie. En effet, en 1904, la taille de la Regia Marina italienne était, en termes de tonnage, plus de deux fois supérieure à celle de la marine austro-hongroise, et si les deux nations avaient un nombre relativement égal de cuirassés, l'Italie avait plus de deux fois plus de croiseurs.
| Puissance navale de l'Italie et de l'Autriche-Hongrie en 1904 | Puissance navale de l'Italie et de l'Autriche-Hongrie en 1904 | Puissance navale de l'Italie et de l'Autriche-Hongrie en 1904 | Puissance navale de l'Italie et de l'Autriche-Hongrie en 1904 | Puissance navale de l'Italie et de l'Autriche-Hongrie en 1904 | Puissance navale de l'Italie et de l'Autriche-Hongrie en 1904 |
| ------------------------------------------------------------- | ------------------------------------------------------------- | ------------------------------------------------------------- | ------------------------------------------------------------- | ------------------------------------------------------------- | ------------------------------------------------------------- |
| Type                                                          | Italie                                                        | Italie                                                        | Autriche-Hongrie                                              | Autriche-Hongrie                                              | Tonnage ratio Italie/Autriche-Hongrie                         |
| Type                                                          | Nombre                                                        | Tonnage                                                       | Nombre                                                        | Tonnage                                                       | Tonnage ratio Italie/Autriche-Hongrie                         |
| Cuirassés                                                     | 13                                                            | 166 724 tonnes                                                | 10                                                            | 85 560 tonnes                                                 | 1.9:1                                                         |
| Croiseurs blindés                                             | 6                                                             | 39 903 tonnes                                                 | 3                                                             | 18 810 tonnes                                                 | 2.1:1                                                         |
| Croiseurs protégés                                            | 14                                                            | 37 393 tonnes                                                 | 6                                                             | 17 454 tonnes                                                 | 2.1:1                                                         |
| Navires lance-torpilles                                       | 15                                                            | 12 848 tonnes                                                 | 8                                                             | 5 070 tonnes                                                  | 2.5:1                                                         |
| Bateau torpilleur                                             | 145                                                           | 10 477 tonnes                                                 | 68                                                            | 4 252 tonnes                                                  | 2.4:1                                                         |
| Total                                                         | 195                                                           | 267 345 tonnes                                                | 95                                                            | 131 246 tonnes                                                | 2.3:1                                                         |

### Propositions

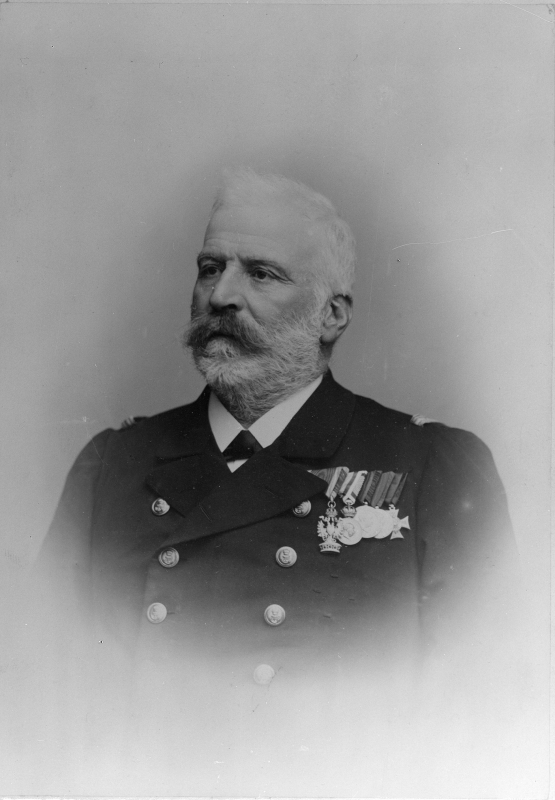
Rudolf Montecuccoli, commandant de marine de la marine austro-hongroise de 1904 à 1913, en uniforme complet, avec plusieurs médailles épinglées sur sa poitrine gauche..

Les navires de la classe Novara ont été conçus sur papier au début de l'année 1905, lorsque Montecuccoli a rédigé sa première proposition de flotte autrichienne moderne dans le cadre de son projet de construction d'une marine suffisamment importante pour disputer la mer Adriatique. Ce plan initial comprenait 12 cuirassés, quatre croiseurs blindés, huit croiseurs éclaireurs, 18 destroyers, 36 torpilleurs de haute mer et 6 sous-marins. Bien que les détails n'aient pas encore été établis, les quatre croiseurs du plan de Montecuccoli deviendront finalement l'SMS Admiral Spaun et les trois navires de la classe Novara,. Bien que les délégations autrichienne et hongroise aux affaires communes aient approuvé en partie le programme de Montecuccoli à la fin de 1905, le budget ne comprenait que les trois cuirassés de la classe Erzherzog Karl, le croiseur Admiral Spaun et six destroyers. Si le budget naval de Montecuccoli pour 1907 a permis d'assurer le financement de l'Admiral Spaun, ce n'est qu'en 1909 que les croiseurs de la classe Novara sont passés de la planche à dessin au budget de la marine.
Profitant du soutien politique à l'expansion navale qu'il avait obtenu en Autriche et en Hongrie depuis son entrée en fonction, et des craintes autrichiennes d'une guerre avec l'Italie au sujet de la crise bosniaque au cours de l'année précédente, Montecuccoli a rédigé un nouveau mémorandum à l'empereur François-Joseph Ier en janvier 1909 proposant une marine austro-hongroise élargie composée de 16 cuirassés, 12 croiseurs, 24 destroyers, 72 torpilleurs de mer et 12 sous-marins. Ce mémorandum est essentiellement une version modifiée de son plan de 1905, bien que les changements notables incluent quatre cuirassés dreadnought supplémentaires d'un déplacement de 20 000 tonnes (19 684 tonnes longues) à pleine charge qui deviendront plus tard les cuirassés de la classe Tegetthoff, ainsi que trois croiseurs modelés d'après l'Admiral Spaun, qui était en voie d'achèvement. Ces trois navires auraient chacun un déplacement de 3 500 tonnes (3 400 tonnes longues; 3 900 tonnes courtes),.
La fuite de cette proposition dans la presse générale a conduit à une intensification de la course aux armements navals entre l'Autriche-Hongrie et l'Italie, et a détourné l'attention du public vers les propositions concurrentes de cuirassés dreadnought émanant de Vienne et de Rome. En septembre 1909, il propose au Conseil des ministres austro-hongrois un budget pour 1910 qui autorise la construction des trois croiseurs de la classe Novara, des quatre cuirassés de la classe Tegetthoff et de plusieurs torpilleurs et sous-marins. Une fois de plus, le désir de Montecuccoli de construire une nouvelle classe de croiseurs est retardé, cette fois en raison des coûts financiers supportés par l'Autriche-Hongrie à la suite de l'annexion de la Bosnie et de la mobilisation de sa flotte et de son armée au plus fort de la crise diplomatique découlant de cette annexion. Au lieu de recevoir les fonds nécessaires pour commencer la construction des croiseurs de la classe Novara, la marine a reçu des fonds uniquement pour accélérer l'achèvement des cuirassés de la classe Radetzky et de l'Admiral Spaun.

### Négociations budgétaires
Confronté à un nouveau revers, Montecuccoli rédige un deuxième mémorandum à l'intention de l'empereur François-Joseph Ier le 30 mai 1910, dans lequel il demande à nouveau un renforcement de la marine, qui comprend trois destroyers de classe Novara. Les développements récents qui ont suivi la crise bosniaque, tels que l'expansion navale annoncée par l'Italie, la construction du nouveau cuirassé dreadnought italien Dante Alighieri et la modernisation de la flottille de torpilleurs italienne, ont conduit Montecuccoli à avertir l'empereur que la marine serait incapable de protéger le littoral de l'Autriche-Hongrie, à moins que son programme d'expansion navale ne soit "achevé de toute urgence et le plus rapidement possible". Ce programme comprend quatre cuirassés de la classe Tegetthoff, trois croiseurs de la classe Novara, six destroyers, 12 torpilleurs, six sous-marins et quatre contrôleurs fluviaux pour patrouiller le Danube. Les plans de Montecuccoli devaient coûter 330 millions de couronnes et seraient achevés en 1915.
L'Empereur a soutenu cette proposition et son appui, combiné à celui de l'archiduc Franz Ferdinand et de la Ligue navale autrichienne, a été suffisant pour que Montecuccoli obtienne les fonds dont il avait besoin auprès des délégations autrichienne et hongroise en décembre 1910. À cette époque, certains des cuirassés dreadnought de son plan, le Viribus Unitis et le Tegetthoff, avaient déjà été construits, forçant ainsi la main aux derniers membres du gouvernement austro-hongrois qui s'opposaient au projet de Montecuccoli,,. La version finale de la proposition de Montecuccoli comprenait une légère modification, avec une extension de la période de construction des navires jusqu'en 1916, et un coût final ramené à 312,4 millions de couronnes. Malgré un débat animé entre les députés, y compris une tentative de tuer la proposition et d'entamer des pourparlers avec l'Italie pour mettre fin à la course aux armements entre l'Autriche-Hongrie et son allié nominal, la grande majorité des délégations autrichienne et hongroise ont soutenu le plan de Montecuccoli pour développer la marine.
Lors d'une réunion devant le Conseil ministériel commun de l'Autriche-Hongrie le 5 janvier 1911, Montecuccoli justifia la construction des croiseurs de la classe Novara en faisant valoir qu'une classe de croiseurs légers ou d'éclaireurs était nécessaire pour les opérations en mer Adriatique, et que leur conception leur permettrait d'opérer également en mer Méditerranée si nécessaire. Le prix final des navires de la classe Novara, provisoirement appelés "Cruiser G", "Cruiser H" et "Cruiser J", devait être de 30 millions de couronnes, soit 10 millions par navire . En février, les derniers obstacles politiques avaient été franchis et le contrat pour le premier croiseur de la classe, le "Cruiser G", a été attribué à Cantiere Navale Triestino à Monfalcone. En avril 1911, les contrats pour le "Cruiser H" et le "Cruiser J" sont attribués à Ganz-Danubius à Fiume.

## Conception

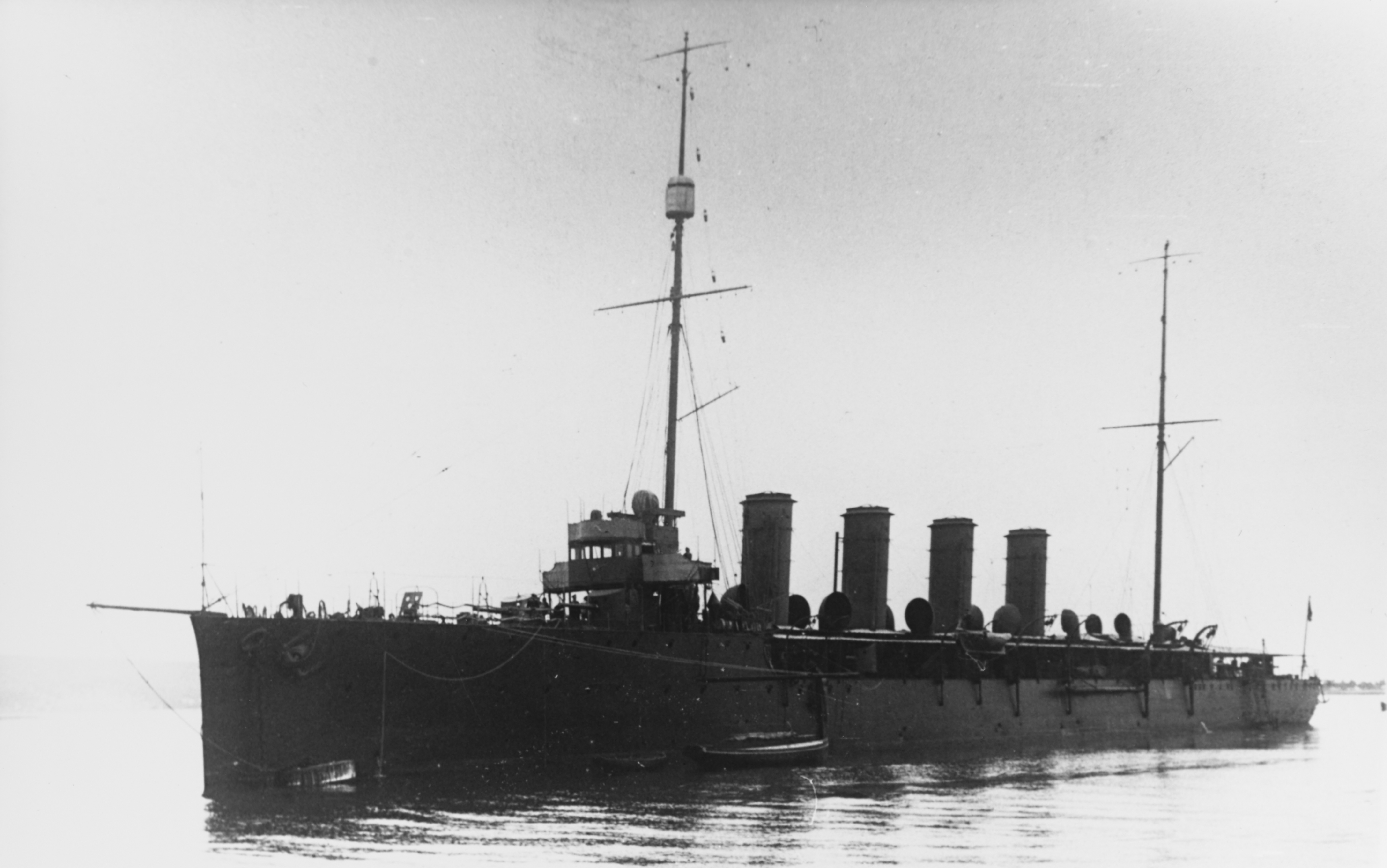
Un croiseur est immobile dans l'eau avec le littoral en arrière-plan. Les deux mâts et les quatre cheminées sont bien visibles au milieu du navire.

Les croiseurs de la classe Novara ont été initialement conçus d'après le croiseur Admiral Spaun, et bien qu'il s'agisse d'une classe différente, les publications contemporaines et modernes associent parfois les quatre navires comme membres de la même classe,,,. Les croiseurs de la classe Novara ont été conçus en partant du principe que le théâtre d'opérations dans lequel ils devaient opérer serait largement confiné à la mer Adriatique. Montecuccoli pensait que si l'Autriche-Hongrie devait être entraînée dans un conflit naval plus large englobant la Méditerranée, la classe Novara serait toujours capable de remplir son rôle avec succès et qu'une classe de croiseurs cuirassés n'était pas nécessaire pour un tel scénario.
Les navires de la classe Novara avaient une longueur totale de 130,64 mètres (428 ft 7 in), une largeur de 12,79 mètres (42 ft 0 in) et un tirant d'eau moyen de 4,6 mètres (15 ft 1 in) à pleine charge. Ils étaient conçus pour déplacer 3 500 tonnes (3 400 tonnes longues ; 3 900 tonnes courtes) à charge normale, mais à pleine charge de combat, ils déplaçaient 4 017 tonnes (3 954 tonnes longues ; 4 428 tonnes courtes). Le système de propulsion de chaque navire consistait en deux ensembles de turbines à vapeur entraînant deux arbres d'hélice. Ces turbines différaient d'un navire à l'autre. Le Saida était équipé de deux turbines à gaz Melms-Pfenniger, tandis que le Helgoland et le Novara avaient chacun deux turbines AEG-Curtis. Ces turbines étaient conçues pour fournir 25 600 chevaux-vapeur sur l'arbre (19 100 kW) et étaient alimentées par 16 chaudières à tubes d'eau Yarrow, ce qui conférait aux navires de la classe Novara une vitesse de pointe de 27 nœuds (50 km/h). Chaque navire transportait également 710 tonnes métriques (700 tonnes longues) de charbon, ce qui lui donnait une autonomie d'environ 1 600 milles nautiques (3 000 km) à 24 nœuds (44 km/h), et un équipage de 340 officiers et hommes,.
Les Novara étaient armés d'une batterie principale de neuf canons de 10 cm de calibre 50 montés sur un seul socle. Trois étaient placés à l'avant sur le gaillard d'avant de chaque navire, quatre étaient situés au milieu du navire, deux de chaque côté, et deux étaient côte à côte sur le pont de quart. Chaque navire possédait également un canon SFK L/44 de 47 mm. Un canon antiaérien Škoda 7 cm/50 K10 et six tubes lance-torpilles de 53,3 cm dans des supports doubles ont été ajoutés à la classe Novara en 1917. Les canons de la classe Novara étaient d'un plus petit calibre que ceux de nombreux autres croiseurs de l'époque, ce qui a conduit à des plans pour enlever les canons du gaillard d'avant et du gaillard d'arrière de chaque navire et les remplacer par une paire de canons de 15 centimètres à l'avant et à l'arrière, mais ces modifications n'ont pas pu avoir lieu avant la fin de la guerre,.
La classe Novara était protégée à la ligne de flottaison par une ceinture blindée de 60 mm d'épaisseur au milieu du navire. Les canons avaient des boucliers de 40 mm d'épaisseur, tandis que l'épaisseur du pont de chaque navire était de 20 mm. Le blindage protégeant chaque tour de contrôle mesurait 60 mm,.

## Les unités de la classe
| Classe Novara | Classe Novara          | Classe Novara    | Classe Novara    | Classe Novara   | Classe Novara | Classe Novara |
| Nom           | Chantier naval         | Mise en chantier | Lancement        | Mise en service | Fin |               |
| ------------- | ---------------------- | ---------------- | ---------------- | --------------- | --- | ------------- |
| SMS Saïda     | Chantier Naval Trieste | 9 septembre 1911 | 26 octobre 1912  | 1er août 1914   | Cédé à l'Italie le 19 septembre 1920 et rebaptisé Venezia. Déclassé le 11 mars 1937 et mis à la ferraille.                           |               |
| SMS Helgoland | Ganz & Co-Danube Fiume | 28 octobre 1911  | 23 novembre 1912 | 29 août 1914    | Cédé à l'Italie le 19 septembre 1920 et rebaptisé Brindisi. Déclassé le 11 mars 1937 et mis à la ferraille.                          |               |
| SMS Novara    | Ganz & Co-Danube Fiume | 9 février 1912   | 15 février 1913  | 10 janvier 1915 | Cédé à la France en 1920 et rebaptisé Thionville. Désarmé le 1er mai 1932 et transformé en navire-caserne à Toulon. Détruit en 1941. |               |

## Construction
Le premier navire du "croiseur G" a été officiellement posé par le Cantiere Navale Triestino à Monfalcone le 9 septembre 1911 après des mois d'incertitude fiscale et politique, le financement des navires étant lié au même budget que celui qui a autorisé les cuirassés de la classe Tegetthoff. Un mois plus tard, le "croiseur H" est construit par Ganz-Danubis à Fiume le 28 octobre 1911. Le dernier navire de la classe, le "croiseur J", est construit à Fiume le 9 décembre 1912,.
Le "croiseur G", officiellement nommé Saida, est lancé de Monfalcone le 26 octobre 1912. Il a été nommé d'après le bombardement autrichien de la ville portuaire pendant la crise orientale de 1840. Le Helgoland a suivi le 23 novembre 1912, nommé d'après la bataille de Helgoland pendant la seconde guerre de Schleswig. Le Novara, nommé d'après la victoire autrichienne décisive de la bataille de Novara pendant la première guerre d'indépendance italienne, a été construit en un peu plus de deux mois et lancé à Fiume le 15 février 1913.
L'assassinat de l'archiduc François-Ferdinand le 28 juin 1914 à Sarajevo a déclenché une série d'événements qui ont conduit à la crise de juillet et à la déclaration de guerre de l'Autriche-Hongrie à la Serbie le 28 juillet. Les événements se déroulent rapidement dans les jours qui suivent. Le 30 juillet 1914, la Russie déclare la mobilisation totale en réponse à la déclaration de guerre de l'Autriche-Hongrie à la Serbie. L'Autriche-Hongrie a déclaré la mobilisation totale le jour suivant. Le 1er août, l'Allemagne et la France ordonnent la mobilisation totale et l'Allemagne déclare la guerre à la Russie pour soutenir l'Autriche-Hongrie. Alors que les relations entre l'Autriche-Hongrie et l'Italie s'étaient grandement améliorées au cours des deux années qui ont suivi le renouvellement de la Triple Alliance en 1912, l'augmentation des dépenses navales austro-hongroises, les différends politiques concernant l'influence en Albanie et les préoccupations italiennes concernant l'annexion potentielle de terres dans le royaume du Monténégro ont fait vaciller les relations entre les deux alliés dans les mois qui ont précédé la guerre.
La déclaration de neutralité de l'Italie le 1er août a anéanti les espoirs austro-hongrois d'utiliser leurs plus grands navires, notamment la classe Novara, dans des opérations de combat majeures en Méditerranée, car la marine s'était appuyée sur le charbon stocké dans les ports italiens pour opérer conjointement avec la Regia Marina. Le 4 août, l'Allemagne avait déjà occupé le Luxembourg et envahi la Belgique après avoir déclaré la guerre à la France, et le Royaume-Uni avait déclaré la guerre à l'Allemagne pour soutenir la neutralité de la Belgique. En réponse à ces événements, la marine austro-hongroise a décidé de suspendre toutes les commandes en cours ou les projets de construction de nouveaux navires de guerre, renvoyant les économies monétaires au ministère des Finances pour qu'elles soient utilisées dans la guerre, qui, à l'époque, devait se terminer en quelques mois,. Lorsque la guerre a éclaté, le Saida n'était plus qu'à quelques jours de sa mise en service, ce qui a permis aux navires de la classe Novara ainsi qu'au cuirassé Szent István de poursuivre leur construction et leur équipement, bien que la mise en service définitive du Szent István et du Novara ait été retardée par le déclenchement de la guerre.

## Histoire du service

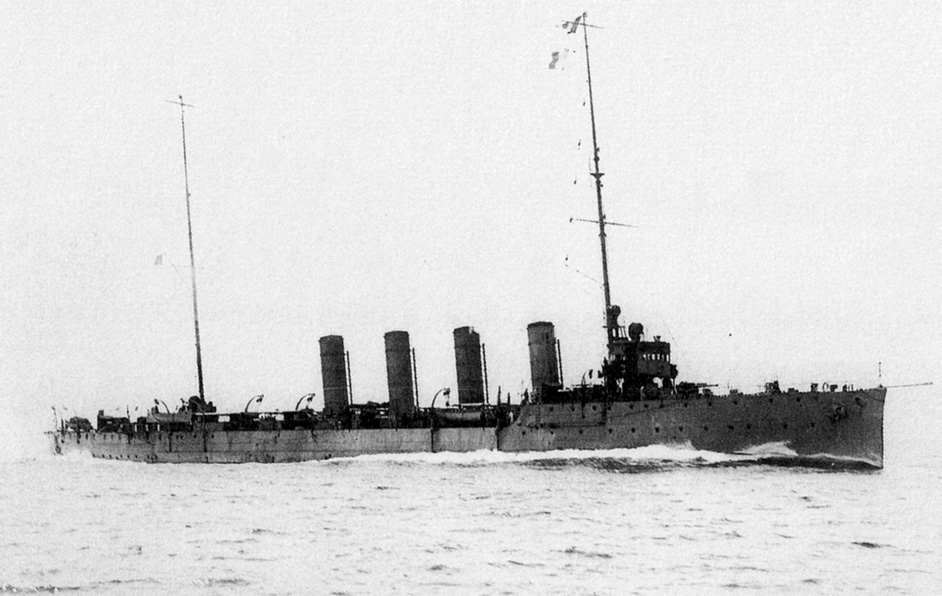
Le Saida en navigation en 1914.

Le Saida a été le premier navire de la classe à être mis en service dans la marine austro-hongroise le 1er août 1914, quatre jours seulement après que l'Autriche-Hongrie ait déclaré la guerre à la Serbie. Le Saida a immédiatement été chargé d'un rôle de premier plan, étant désigné comme chef de la première flottille de torpilleurs sous les ordres du capitaine Heinrich Seitz. La première flottille de torpilleurs comprenait six destroyers de la classe Tátra, six destroyers de la classe Huszár, 10 à 18 torpilleurs et les navires de dépôt Gäa et Steamer IV,. Lors de sa première mission, le Saida a conduit la première flottille de torpilleurs vers la base navale austro-hongroise de Sebenico en août 1914. Le Helgoland a été mis en service le 5 septembre 1914 et a également été affecté à la première flottille de torpilleurs à Sebenico.
Après les déclarations de guerre de la France et de la Grande-Bretagne à l'Autriche-Hongrie, les 11 et 12 août respectivement, l'amiral français Augustin Boué de Lapeyrère reçut l'ordre de fermer la navigation austro-hongroise à l'entrée de la mer Adriatique et d'engager tout navire austro-hongrois que sa flotte anglo-française rencontrerait. Lapeyrère choisit d'attaquer les navires austro-hongrois qui bloquent le Monténégro. La bataille d'Antivari qui s'ensuivit mit fin au blocus de l'Autriche-Hongrie et plaça effectivement le canal d'Otrante entre les mains de la Grande-Bretagne et de la France.
Les deux navires de la classe Novara en service à l'époque avaient été mis en service trop tard pour participer aux manœuvres navales de l'Autriche-Hongrie en soutien du croiseur cuirassé Goebenet du croiseur léger Breslau. Après la bataille d'Antivari et l'évasion du Goeben et du Breslau de Messine, la marine austro-hongroise a connu très peu d'action, beaucoup de ses navires passant le plus clair de leur temps au port. L'inactivité générale de la marine était en partie due à la crainte des mines dans l'Adriatique. D'autres facteurs ont contribué au manque d'activité navale au cours de la première année de la guerre. L'amiral Anton Haus craignait qu'une confrontation directe avec la marine française, même si elle devait être couronnée de succès, n'affaiblisse la marine austro-hongroise au point que l'Italie aurait les coudées franches dans l'Adriatique. Cette inquiétude était si grande pour Haus qu'il écrivait en septembre 1914 : "Tant que la possibilité existe que l'Italie nous déclare la guerre, je considère comme mon premier devoir de garder notre flotte intacte.". La décision de Haus de garder sa flotte au port lui valut de vives critiques de la part de l'armée austro-hongroise, de la marine allemande et du ministère austro-hongrois des Affaires étrangères, mais elle conduisit également à ce qu'un nombre bien plus important de forces navales alliées soit consacré à la Méditerranée et au canal d'Otrante. Ces forces auraient pu être utilisées ailleurs, par exemple contre l'Empire ottoman pendant la campagne de Gallipoli. Pendant le reste de l'année 1914, les navires de la classe Novara étaient parmi les plus actifs de la marine austro-hongroise. Bien que la majeure partie de la marine soit restée au port après août 1914, le Helgoland a participé à une sortie vers l'île de Lissa le 3 novembre 1914 après avoir reçu des rapports de navires de guerre français dans la région, mais les Français ont quitté les environs avant que le Helgoland n'arrive sur l'île.

### Janvier-mai 1915
Au moment de la mise en service du Novara dans la marine, le 10 janvier 1915, Haus avait adopté une stratégie prudente pour préserver sa flotte, car l'Autriche-Hongrie était largement dépassée en nombre par les flottes anglo-françaises en Méditerranée, et l'attitude de l'Italie, ancien allié de l'Autriche-Hongrie, restait inconnue. Haus a décidé que le meilleur plan d'action serait d'agir comme une flotte en devenir, qui immobiliserait les forces navales alliées, tandis que les torpilleurs, les mines et les raids avec des croiseurs rapides comme ceux de la classe Novara pourraient être utilisés pour réduire la supériorité numérique des flottes ennemies avant qu'une bataille décisive puisse être livrée.
En effet, après le début de la campagne alliée des Dardanelles contre l'Empire ottoman en mars 1915, l'Allemagne a commencé à faire pression sur l'Autriche-Hongrie pour qu'elle aide les Ottomans. Haus a envisagé d'envoyer le Novara sous le commandement de Miklós Horthy avec une cargaison de munitions dans un port ottoman ami, mais a finalement décidé que l'opération était trop risquée pour ce qui aurait été un gain minime, car le navire n'aurait pas pu transporter une cargaison particulièrement importante. Au lieu de cela, les navires de la classe Novara ont poursuivi leurs opérations dans l'Adriatique. Le 2 mai, le Novara a remorqué le U-boot allemand UB-8 de Pola hors de la mer Adriatique. Ils échappent aux patrouilles françaises jusqu'au 6 mai, date à laquelle les navires austro-hongrois sont repérés par un navire français au large de la Céphalonie. Le Novara a coupé la remorque et a filé vers le nord, tandis que le UB-8 a plongé et a échappé à la patrouille française.

### Bombardement d'Ancône
Après l'échec des négociations avec l'Allemagne et l'Autriche-Hongrie sur l'entrée en guerre de l'Italie en tant que membre des Puissances centrales, les Italiens ont négocié avec la Triple-Entente l'entrée éventuelle de l'Italie dans la guerre à leurs côtés dans le Traité de Londres, signé le 26 avril 1915. Le 4 mai, l'Italie a officiellement renoncé à son alliance avec l'Allemagne et l'Autriche-Hongrie, prévenant les Austro-Hongrois que l'Italie se préparait à entrer en guerre contre eux. Le 20 mai, l'empereur François-Joseph Ier donne à la marine austro-hongroise l'autorisation d'attaquer les navires italiens convoyant des troupes dans l'Adriatique ou envoyant des fournitures au Monténégro. Pendant ce temps, Haus prépare sa flotte à sortir dans l'Adriatique pour lancer une attaque massive contre les Italiens dès la déclaration de guerre. Le 23 mai 1915, entre deux et quatre heures après que la déclaration de guerre italienne soit parvenue à la principale base navale austro-hongroise de Pola, la flotte austro-hongroise, y compris les trois navires de la classe Novara, est partie pour bombarder la côte italienne,.
Pendant les attaques austro-hongroises le long de la côte italienne, le Novara, avec un destroyer et deux torpilleurs, a bombardé Porto Corsini près de Ravenne. Le tir défensif des canons côtiers italiens a tué six hommes à bord de Novara, tout en laissant le croiseur relativement intact. Pendant ce temps, le Helgoland et deux destroyers ont engagé et coulé le destroyer italien Turbine. Le Saida et le Helgoland, ainsi que les croiseurs Admiral Spaun et Szigetvár et neuf destroyers, ont également fourni un écran contre une éventuelle contre-attaque italienne, qui ne s'est pas matérialisée.
La flotte austro-hongroise se déplaça ensuite pour bombarder la côte du Monténégro, sans opposition ; lorsque les navires italiens arrivèrent sur les lieux, les Austro-hongrois étaient rentrés au port en toute sécurité. L'objectif du bombardement de la côte italienne était de retarder l'armée italienne de déployer ses forces le long de la frontière avec l'Autriche-Hongrie en détruisant les systèmes de transport critiques, et l'attaque surprise sur Ancône et la côte adriatique italienne réussit à retarder le déploiement italien vers les Alpes de deux semaines. Ce retard a donné à l'Autriche-Hongrie un temps précieux pour renforcer sa frontière italienne et redéployer une partie de ses troupes des fronts de l'Est et des Balkans. Le bombardement et le naufrage de plusieurs navires italiens ont également porté un coup sévère au moral de l'armée et de la population italiennes.

### Juin-Décembre 1915
Après l'entrée en guerre du royaume d'Italie en mai 1915, les navires de la classe "Novara" seront régulièrement utilisés pendant le reste de l'année contre les Italiens dans l'Adriatique. Les premières expériences de combat du Saida ont eu lieu le 28 juillet et le 17 août 1915, lorsque, le Helgoland et quatre destroyers ont bombardé les forces italiennes sur l'île de Pelagosa qui avait été récemment occupée par les Italiens, bien que les débarquements austro-hongrois prévus sur l'île aient été annulés après qu'il soit devenu évident que les défenses italiennes étaient trop fortes,. À la fin de 1915, la marine austro-hongroise a commencé une série de raids contre les navires marchands qui approvisionnaient les forces alliées en Serbie et au Monténégro, les navires de la classe Novara jouant un rôle clé dans ces attaques. Dans la nuit du 22 novembre 1915, le Saida, le Helgoland et la première division de torpilles ont effectué un raid sur la côte albanaise et ont coulé deux transports italiens transportant de la farine. Pour faciliter d'autres raids contre les navires italiens, le Helgoland, le Novara, six destroyers de classe Tátra, six torpilleurs de classe 250t du groupe T et un pétrolier ont été transférés à Cattaro le 29 novembre. Le 5 décembre, le Novara, quatre destroyers et trois torpilleurs attaquent à nouveau les voies maritimes italiennes, coulant trois navires de transport et de nombreux bateaux de pêche. Lors d'un raid sur Shëngjin, ils coulent cinq navires à vapeur et cinq voiliers, l'un des navires à vapeur explosant à cause des munitions à bord. Pendant cette attaque, les navires austro-hongrois repèrent le sous-marin français Fresnel, qui s'est échoué à l'embouchure de la rivière Bojana. Le Novara et les autres navires austro-hongrois capturent l'équipage français et détruisent le sous-marin. Le Helgoland et cinq destroyers participent à un autre de ces raids dans la nuit du 28 décembre 1915. Au cours de ce raid, le Helgoland éperonne et coule le sous-marin français Monge entre Brindisi et le port albanais de Durrës, avant d'attaquer la navigation à Durrës le lendemain matin. Après avoir coulé plusieurs navires dans le port, deux des destroyers austro-hongrois qui accompagnaient le Helgoland percutent des mines et l'un d'eux coule. En réponse à ces revers, le Novara, l'Admiral Spaun et l'ancien navire de défense côtière Budapest ont été mobilisés pour soutenir le Helgoland et les destroyers austro-hongrois. Le Helgoland est sorti indemne de l'opération et a réussi à échapper à la poursuite des Alliés à la tombée de la nuit, rejoignant les renforts envoyés pour l'escorter jusqu'à Cattaro.

### 1916
Les croiseurs de la classe Novara connaissent un succès considérable dans l'Adriatique en 1916. Malgré les rapports italiens sur le naufrage du Helgoland par le sous-marin français Foucault le 13 janvier 1916, aucun des navires de la classe Novara ne sera coulé pendant la guerre. En effet, le 29 janvier 1916, le Novara et deux destroyers entreprennent un autre raid, cette fois sur le port de Durrës. En cours de route, les deux destroyers se heurtent l'un à l'autre et doivent rentrer au port pour être réparés, ne laissant que le Novara pour mener l'attaque. En atteignant la cible, il a rencontré le croiseur protégé italien Puglia et un destroyer français. Après un court engagement, le Novara interrompt l'attaque et rentre au port, l'élément de surprise ayant été perdu.
Dans la nuit du 31 mai 1916, le Helgoland a de nouveau mené un raid avec deux destroyers et trois torpilleurs sur les harenguiers qui bloquaient le canal d'Otrante. Ces harenguiers étaient censés empêcher les sous-marins allemands et austro-hongrois de tenter de sortir de la mer Adriatique. L'attaque a conduit au naufrage d'un harenguier. Au milieu de l'année 1916, le capitaine (allemand : "Linienschiffskapitän") Miklós Horthy a planifié une attaque contre le barrage d'Otrante avec le Novara, le navire qu'il commandait à l'époque. Le 9 juillet, il lance son attaque. Au cours de l'engagement, le Novara coule deux harenguiers, en endommage deux autres et capture neuf marins britanniques. Des problèmes chroniques avec les turbines du Saida ne lui permettent pas de voir autant d'action que ses navires-jumeaux et l'empêchent d'être utilisé pendant une grande partie de la guerre. Cela a laissé le Helgoland et le Novara assumer la plus grande partie du fardeau de la guerre navale dans l'Adriatique. Malgré les problèmes mécaniques du Saida, pendant la plus grande partie de la guerre, les navires de la classe Novara ont servi de "véritables navires capitaux de l'Adriatique", car beaucoup des plus grands navires de la marine austro-hongroise, comme les cuirassés de la classe Tegetthoff, sont restés au port à Pola entre mai 1915 et juin 1918,
.

### 1917
En février 1917, l'amiral Miklós Horthy a planifié un raid majeur sur les harenguiers du barrage d'Otrante avec les trois navires de la classe Novara participant à l'attaque. Les trois croiseurs ont été modifiés pour ressembler à des destroyers et ont été entièrement révisés en vue de l'attaque. Leurs chaudières et leurs turbines ont été nettoyées pour assurer la plus grande efficacité possible, et un canon antiaérien a été installé sur chaque navire. Pendant les préparatifs, fin avril et début mai, des destroyers ont effectué plusieurs balayages vers la côte albanaise pour vérifier les défenses alliées, et les navires austro-hongrois n'en ont trouvé aucune. Le 13 mai, le contre-amiral (allemand : "Konteradmiral") Alexander Hansa a donné l'ordre de commencer l'opération le lendemain matin. Les navires devaient attaquer séparément tandis que deux destroyers d'accompagnement, le Balaton et le Csepel, faisaient une attaque de diversion sur les harenguiers près de la côte albanaise. Dans la nuit du 14 mai, les navires ont quitté le port et ont réussi à traverser la ligne des harenguiers dans l'obscurité sans être identifiés. Lorsque les sons de l'attaque de diversion ont été entendus, les harenguiers ont relâché leurs filets et ont commencé à se diriger vers le détroit d'Otrante. Entre 3h30 et 3h45 le 15 mai, les croiseurs de classe Novara ont ouvert le feu sur 47 harenguiers, bien que le Saida ait arrêté ses moteurs et ait dérivé vers les navires de patrouille pendant environ 30 minutes pour dissimuler sa position. L'attaque a conduit au naufrage de quatorze harenguiers et quatre autres ont été endommagés avant que les Austro-Hongrois n'interrompent l'attaque et se retirent. Le Saida a attaqué les navires alliés à 4h20, mettant le feu à trois harenguiers, avant de s'arrêter pour recueillir dix-neuf survivants,.
Le premier contact des navires austro-hongrois avec les navires de guerre alliés a été établi par un groupe de quatre destroyers français dirigés par un petit croiseur éclaireur italien, Carlo Mirabello, mais les canons plus lourds des navires austro-hongrois ont dissuadé le commandant allié, l'amiral Alfredo Acton, de poursuivre l'attaque. Ils ont été interceptés peu après par un groupe plus puissant composé de deux croiseurs protégés britanniques, le Bristol et le Dartmouth, escortés par quatre destroyers italiens. Le Dartmouth ouvre le feu avec ses canons de 152 mm à une distance de 9 700 m et Horthy ordonne à ses navires de poser un écran de fumée quelques minutes plus tard. Horthy demanda des renforts qui arrivèrent sous la forme du croiseur blindé Sankt Georg, qui sortit avec deux destroyers et quatre torpilleurs. L'épaisse fumée faillit provoquer une collision entre les trois croiseurs autrichiens, mais elle les protégea du feu des navires britanniques qui se rapprochaient. Lorsqu'ils émergèrent, les navires austro-hongrois n'étaient plus qu'à environ 4 500 m des Britanniques, une distance beaucoup plus adaptée aux canons autrichiens plus petits.
Les trois croiseurs s'éloignaient progressivement de leurs poursuivants lorsque le Novara, en tête de la flotte austro-hongroise, fut touché à plusieurs reprises. Les chaudières du Novara ont été mises hors service, le laissant mort dans l'eau, tandis que son officier exécutif avait été tué et l'amiral Horthy lui-même blessé. Le Saida se préparait à prendre le Novara en remorque lorsque plusieurs destroyers italiens ont attaqué successivement. Le poids du feu des trois croiseurs a empêché les Italiens de s'approcher à portée de torpilles, et ils n'ont obtenu aucun résultat. Avec le feu de couverture fourni par le Sankt Georg, le Saida a pris le Novara en remorque pour le voyage de retour au port. Les quatre croiseurs se sont rassemblés en formation de tête de ligne, le Sankt Georg étant le dernier navire de la ligne, pour couvrir les trois autres navires. Plus tard dans l'après-midi, l'ancien navire de défense côtière Budapest et trois autres torpilleurs ont rejoint les navires pour renforcer l'escorte. Pendant la bataille, le Helgoland, sous le commandement d'Erich von Heyssler, a tiré 1 052 obus de ses canons. Heyssler a reçu l'Ordre de Léopold avec des épées croisées en reconnaissance de son leadership pendant la bataille. À 18h40, les trois croiseurs de classe Novara étaient de retour à Cattaro, et après une semaine de réparations, le Novara était de nouveau prêt à l'action.
Après la bataille du détroit d'Otrante, la marine austro-hongroise a tenté de poursuivre avec des raids similaires. Le Helgoland et six destroyers ont essayé de reproduire l'attaque avec un autre raid dans la nuit du 18 octobre, mais ils ont été repérés par des avions italiens et ont fait demi-tour face à d'importants renforts alliés.

### 1918
Au début de 1918, les longues périodes d'inactivité avaient commencé à épuiser les équipages de plusieurs navires austro-hongrois à Cattaro, principalement ceux des navires qui avaient peu combattu. Le 1er février, la mutinerie de Cattaro éclate, à partir du Sankt Georg. Les mutins ont rapidement pris le contrôle du croiseur Kaiser Karl VI et de la plupart des autres navires de guerre importants dans le port. Les équipages du Novara et du Helgoland ont résisté à la mutinerie, ces derniers préparant les torpilles de leur navire mais les artilleurs du Sankt Georg ont pointé leurs canons de 24 cm sur le Helgoland, les forçant à reculer. Le commandant du Novara, Johannes, Prinz von Liechtenstein, a d'abord refusé de laisser un groupe de rebelles monter à bord de son navire, mais après que le Kaiser Karl VI ait pointé ses canons sur le Novara, il a cédé et a laissé l'équipage arborer un drapeau rouge en soutien à la mutinerie. Liechtenstein et Erich von Heyssler, le commandant de Helgoland, ont discuté pendant la nuit de la manière de sortir leurs navires, leurs équipages s'étant abstenus de soutenir activement les rebelles.
Le jour suivant, de nombreux navires mutinés ont abandonné l'effort et ont rejoint les forces loyalistes dans le port intérieur après que des batteries côtières loyales au gouvernement austro-hongrois aient ouvert le feu sur le navire de garde rebelle Kronprinz Erzherzog Rudolf. Liechtenstein déchire le drapeau rouge avant d'ordonner à son navire de s'enfuir dans l'arrière-port; ils sont rejoints par les autres croiseurs éclaireurs et la plupart des torpilleurs, suivis de plusieurs autres grands navires. Là, ils ont été protégés par des batteries côtières qui se sont opposées à la mutinerie. En fin de journée, seuls les hommes à bord du Sankt Georg et une poignée de destroyers et de torpilleurs sont restés en rébellion. Le lendemain matin, les cuirassés de classe Erzherzog Karl sont arrivés de Pola et ont réprimé le soulèvement.
Après la mutinerie de Cattaro, l'amiral Maximilian Njegovan est limogé de son poste de commandant en chef de la marine, bien qu'à la demande de Njegovan, on annonce qu'il prend sa retraite. Miklós Horthy, qui avait depuis été promu commandant du cuirassé Prinz Eugen, est promu contre-amiral et nommé commandant en chef de la flotte. La promotion de Horthy reçoit le soutien de nombreux membres du corps des officiers de marine, qui pensent qu'il utilisera la marine de l'Autriche-Hongrie pour combattre l'ennemi. La nomination de Horthy pose des difficultés. Son âge relativement jeune lui aliène de nombreux officiers supérieurs, et les traditions navales de l'Autriche-Hongrie incluent une règle tacite selon laquelle aucun officier ne peut servir en mer sous les ordres d'une personne d'un rang inférieur. Cela signifie que les chefs des premier et deuxième escadrons de combat, ainsi que de la flottille de croiseurs, doivent tous prendre une retraite anticipée.

### Raid d'Otrante

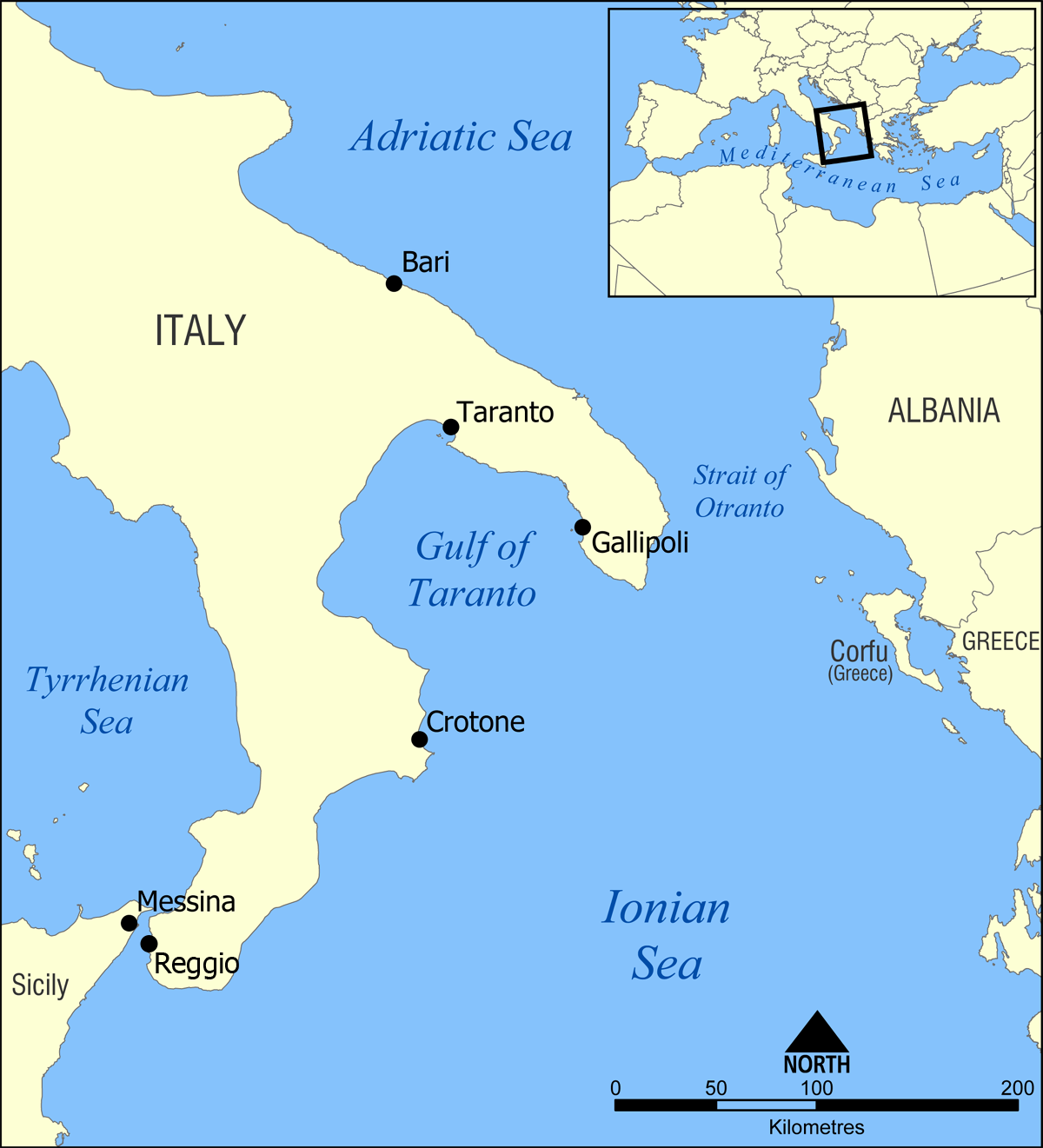
Carte montrant l'emplacement du détroit d'Otrante à l'extrémité sud de l'Adriatique. L'extrémité sud-est de l'Italie est visible à gauche, et la côte de l'Albanie apparaît à droite.

Horthy était déterminé à utiliser la flotte pour attaquer le barrage d'Otrante, et il prévoyait de répéter son raid réussi sur le blocus en mai 1917. Horthy envisageait une attaque massive contre les forces alliées, ses quatre navires de classe Tegetthoff fournissant la plus grande partie de l'assaut. Ils seraient accompagnés par les trois navires des prédreadnoughts de la classe Erzherzog Karl, les trois navires de la classe Novara, le croiseur SMS Admiral Spaun, quatre destroyers de la classe Tátra et quatre torpilleurs. Des sous-marins et des avions seront également employés dans l'opération pour traquer les navires ennemis sur les flancs de la flotte,,.
Le 8 juin 1918, Horthy a emmené son navire-amiral, le Viribus Unitis, et le Prinz Eugen vers le sud avec les éléments de tête de sa flotte. Le soir du 9 juin, le Szent István et le Tegetthoff ont suivi avec leurs propres navires d'escorte. Le plan de Horthy prévoyait que le Novara et le Helgoland engagent le barrage avec l'appui des destroyers de classe Tátra. Pendant ce temps, l'Admiral Spaun et le Saida seraient escortés par les quatre torpilleurs de la flotte jusqu'à Otrante pour bombarder les stations aériennes et navales italiennes. Les sous-marins allemands et austro-hongrois seraient envoyés à Valona et Brindisi pour tendre des embuscades aux navires de guerre italiens, français, britanniques et américains qui partiraient à l'assaut de la flotte austro-hongroise, tandis que les hydravions de Cattaro fourniraient un appui aérien et protégeraient l'avance des navires. Les cuirassés, et en particulier les Tegetthoff, utiliseraient leur puissance de feu pour détruire le barrage et engager les navires de guerre alliés qu'ils rencontreraient. Horthy espérait que l'inclusion de ces navires s'avérerait cruciale dans l'obtention d'une victoire décisive.
En route vers le port d'Islana, au nord de Raguse, pour rejoindre les cuirassés Viribus Unitis et Prinz Eugen en vue de l'attaque coordonnée du barrage d'Otrante, le Szent István et le Tegetthoff tentent de prendre un maximum de vitesse afin de rattraper le reste de la flotte. Ce faisant, les turbines du Szent István ont commencé à surchauffer et la vitesse a dû être réduite. Lorsqu'on a essayé de faire monter la vapeur pour augmenter la vitesse du navire, le Szent Istvána produit un excès de fumée. Vers 3h15 du matin le 10 juin, deux bateaux MAS italiens, MAS 15 et MAS 21, ont repéré la fumée des navires autrichiens alors qu'ils revenaient d'une patrouille sans incident au large de la côte dalmate. Les deux bateaux ont réussi à pénétrer dans l'écran d'escorte et se sont séparés pour engager chacun des dreadnoughts. Le MAS 15 a tiré ses deux torpilles avec succès à 3h25 sur le Szent István. Le Szent István est touché par deux torpilles de 45 centimètres à proximité de ses chaufferies. Le Tegetthoff tente de prendre le Szent István en remorque, ce qui échoue. À 6h12, les pompes ne suffisant pas à la tâche, le Szent István chavire au large de Premuda.
Craignant d'autres attaques de torpilleurs ou de destroyers de la marine italienne, et d'éventuels dreadnoughts alliés répondant à la scène, Horthy pense que l'élément de surprise a été perdu et annule l'attaque, forçant les navires de la classe Novara à rentrer au port. En réalité, les torpilleurs italiens avaient effectué une patrouille de routine et le plan de Horthy n'avait pas été deviné par les Italiens comme il l'avait craint. Les Italiens ne découvrirent même pas que les dreadnoughts autrichiens avaient quitté Pola avant le 10 juin, lorsque des photos de reconnaissance aérienne révélèrent qu'ils n'étaient plus là. Néanmoins, la perte du Szent István et le coup porté au moral de la marine contraignirent Horthy à annuler ses plans d'attaque du barrage d'Otrante. Les navires austro-hongrois retournent à leurs bases où ils resteront pour le reste de la guerre.

### La fin de la guerre
En octobre 1918, il était devenu évident que l'Autriche-Hongrie risquait la défaite dans la guerre. Les diverses tentatives pour apaiser les sentiments nationalistes ayant échoué, l'empereur Karl Ier décide de rompre l'alliance de l'Autriche-Hongrie avec l'Allemagne et de faire appel aux puissances alliées pour tenter de préserver l'empire d'un effondrement total. Le 26 octobre, l'Autriche-Hongrie informe l'Allemagne de la fin de leur alliance. Au même moment, la marine austro-hongroise est en train de se déchirer selon des lignes ethniques et nationalistes. Le matin du 28 octobre, Horthy est informé de l'imminence d'un armistice et utilise cette nouvelle pour maintenir l'ordre et prévenir une mutinerie au sein de la flotte. Bien qu'une mutinerie ait été évitée, les tensions sont restées élevées et le moral était au plus bas. La situation était si stressante pour les membres de la marine que le capitaine du Prinz Eugen, Alexander Milosevic, s'est suicidé dans ses quartiers à bord du cuirassé.
Le 29 octobre, le Conseil national de Zagreb a annoncé que les liens dynastiques de la Croatie avec la Hongrie avaient pris fin officiellement. Le Conseil national a également appelé à l'unification de la Croatie et de la Dalmatie, les organisations slovènes et bosniaques s'engageant à être loyales envers le gouvernement nouvellement formé. Ce nouveau gouvernement provisoire, tout en se débarrassant de la domination hongroise, n'avait pas encore déclaré son indépendance vis-à-vis de l'Autriche-Hongrie. Le gouvernement de l'empereur Karl Ier à Vienne a donc demandé à l'État nouvellement formé des Slovènes, des Croates et des Serbes de l'aider à maintenir la flotte stationnée à Pola et à maintenir l'ordre dans la marine. Le Conseil national refuse d'apporter son aide à moins que la marine austro-hongroise ne soit d'abord placée sous son commandement. L'empereur Karl Ier, qui tente toujours de sauver l'Empire de l'effondrement, accepte le transfert, à condition que les autres " nations " qui composent l'Autriche-Hongrie puissent réclamer ultérieurement leur juste part de la valeur de la flotte. Tous les marins qui ne sont pas d'origine slovène, croate, bosniaque ou serbe sont mis en congé pour le moment, tandis que les officiers ont le choix de rejoindre la nouvelle marine ou de prendre leur retraite,.

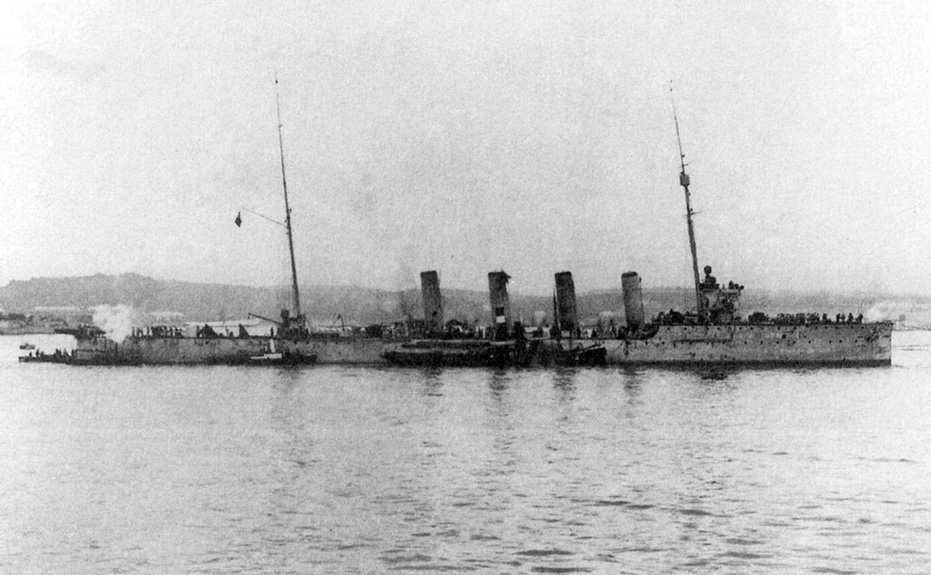
Le Helgoland au repos

Le gouvernement austro-hongrois décide donc de remettre la majeure partie de sa flotte à l'État des Slovènes, Croates et Serbes sans coup férir. Cette décision est jugée préférable à la remise de la flotte aux Alliés, car le nouvel État a déclaré sa neutralité. En outre, le nouvel État n'a pas encore détrôné publiquement l'empereur Karl Ier, ce qui maintient la possibilité de réformer l'Empire en une triple monarchie. Le transfert vers l'État des Slovènes, Croates et Serbes a commencé le matin du 31 octobre, lorsque Horthy a rencontré les représentants des nationalités du Sud à bord de son navire amiral, le Viribus Unitis, à Pola. Après de "courtes et froides" négociations, les dispositions sont prises et la passation des pouvoirs s'achève dans l'après-midi. L'enseigne navale austro-hongroise a été frappée sur le Viribus Unitis, et a été suivie par les autres navires du port. Le contrôle du cuirassé, et la tête de la marine nouvellement établie pour l'État des Slovènes, Croates et Serbes, ont été confiés au capitaine Janko Vuković, qui a été élevé au rang d'amiral et a repris les anciennes responsabilités de Horthy en tant que commandant en chef de la flotte.
Malgré ce transfert, le 3 novembre 1918, le gouvernement austro-hongrois a signé l'armistice de Villa Giusti avec l'Italie, mettant fin aux combats sur le front italien. L'armistice de Villa Giusti refusait de reconnaître le transfert des navires de guerre de l'Autriche-Hongrie à l'État des Slovènes, Croates et Serbes. En conséquence, le 4 novembre 1918, des navires italiens ont pénétré dans les ports de Trieste, Pola et Fiume. Le 5 novembre, les troupes italiennes occupent les installations navales de Pola. L'État des Slovènes, Croates et Serbes tente de conserver ses navires, mais il manque d'hommes et d'officiers pour le faire, car la plupart des marins qui ne sont pas des Slaves du Sud sont déjà rentrés chez eux. Le Conseil national n'a pas ordonné aux hommes de résister aux Italiens, mais il a également condamné les actions de l'Italie comme étant illégitimes. Le 9 novembre, des navires italiens, britanniques et français entrent dans Cattaro et s'emparent des navires austro-hongrois restants qui avaient été remis au Conseil national. Lors d'une conférence à Corfou, les puissances alliées conviennent que le transfert de la marine de l'Autriche-Hongrie à l'État des Slovènes, Croates et Serbes ne peut être accepté, malgré la sympathie du Royaume-Uni. Face à la perspective de recevoir un ultimatum pour remettre les anciens navires de guerre austro-hongrois, le Conseil national accepte de remettre tous les navires qui lui ont été transférés par l'Empire austro-hongrois, y compris les trois navires de la classe Novara, à compter du 10 novembre 1918.

### L'après-guerre
Ce n'est qu'en 1920 que la répartition définitive des navires est réglée entre les puissances alliées aux termes du traité de Saint-Germain-en-Laye. La France se vit céder le Novara, tandis que l'Italie reprenait le Helgoland et le Saida. Contrairement aux plus grands cuirassés de la marine austro-hongroise, les croiseurs de la classe Novara ne furent pas mis au rebut peu après la guerre, car leurs performances dans l'Adriatique avaient impressionné les Français et les Italiens. Les croiseurs de la classe Novara furent les plus grands navires de la marine austro-hongroise à servir sous le pavillon d'une autre nation après la guerre, car ils furent donnés aux puissances alliées victorieuses.
Le Saida a été officiellement remis à l'Italie le 19 septembre 1920 et a ensuite été mis en service sous le nom de Venezia le 5 juillet 1921 après que son canon anti-aérien ait été remplacé par un canon anti-aérien de 37 mm de fabrication italienne. Hormis cette modification, le navire a servi dans sa configuration originale. À partir de 1930, il a servi comme navire-caserne, d'abord à Gênes puis à La Spezia. En septembre 1935, le Venezia a été mis en cale sèche à La Spezia en vue d'être désarmé avant d'être mis à la ferraille. Le navire a été vendu à la ferraille le 11 mars 1937 et a ensuite été démoli.
Le Helgoland a également été cédé à l'Italie le 19 septembre 1920. Il a ensuite été rebaptisé Brindisi et ancré à Bizerte, en Tunisie. Lors du transfert, le navire a été classé comme croiseur éclaireur (italien : esploratore) par l'Italie et a atteint La Spezia le 26 octobre où il a été affecté au Groupe d'éclaireurs (italien : Gruppo Esploratori). Le navire est modifié pour convenir aux Italiens à La Spezia du 6 avril au 16 juin 1921 avant d'entrer en service. Il devient le navire amiral du contre-amiral Massimiliano Lovatelli, commandant de l'escadron léger, après sa remise en service. Le Brindisi est parti pour Istanbul le 3 juillet, visitant en route un certain nombre de ports en Italie, en Grèce et en Turquie. Il a remplacé le croiseur blindé San Giorgio comme navire-amiral de l'Escadron de l'Est à son arrivée le 16 juillet. Le navire a été remplacé comme navire-amiral le 6 octobre et est resté affecté à l'Escadron de l'Est jusqu'à son retour en Italie le 7 janvier 1924.
Le Brindisi a accueilli le roi Victor Emmanuel III à bord lors des cérémonies qui ont transféré Fiume au contrôle italien conformément au traité de Rome en février-mars 1924. Le navire a ensuite été transféré en Libye où il a passé l'année suivante. Le Brindisi est revenu en Italie en 1926 et a été brièvement affecté à l'escadron des éclaireurs le 1er avril avant d'être placé en réserve le 26 juillet. Le navire a été réactivé le 1er juin 1927 lorsqu'il a été affecté comme navire-amiral du 1er escadron de destroyers sous le commandement du contre-amiral Enrico Cuturi. Six mois plus tard, il est relevé de ses fonctions de navire-amiral et transféré à l'escadron spécial où il devient le navire-amiral du contre-amiral Antonio Foschini le 6 juin 1928. Entre mai et juin 1929, le Brindisi effectue une croisière en Méditerranée orientale où il visite des ports en Grèce et dans les îles du Dodécanèse. Le contre-amiral Salvatore Denti relève Foschini le 15 octobre et le navire est désarmé le 26 novembre. Après son désarmement, le Brindisi a été utilisé comme navire de dépôt à Ancône, Pola et Trieste jusqu'à ce qu'il soit rayé de la liste de la Marine le 11 mars 1937 et vendu à la casse aux côtés du Venezia.
Alors qu'il était remis à la Marine française, le Novara coula à Brindisi le 29 janvier 1920. Il fut renfloué au début d'avril 1920. Le navire fut rebaptisé Thionville et incorporé à la flotte française après réparation. Le Thionville est affecté à l'école des torpilles pour servir de navire-école, rôle qu'il remplit jusqu'au 1er mai 1932. Le navire est ensuite désarmé et transformé en navire-caserne basé à Toulon. Il y reste jusqu'en 1941, date à laquelle il est démoli pour la ferraille.